# Gardiners teckenlista
Gardiners teckenlista är en lista över vanliga egyptiska hieroglyfer som sammanställdes av egyptologen Sir Alan Gardiner. Den betraktas som en standard och referens i studierna av de egyptiska hieroglyferna. Gardiner listade endast de vanligaste formerna av grekiska hieroglyfer, men han indelade även dem i omfattande underkategorier med både vertikala och horisontella former för många hieroglyfer. Varje hieroglyf fick en bokstav och ett nummer, till exempel G43.

## Sektioner med hieroglyfer
- A - Män och deras yrken
- B - Kvinnor och deras aktiviteter
- C - Gudar i mänsklig form
- D - Delar av människans kropp
- E - Däggdjur
- F - Delar av däggdjurs kroppar
- G - Fåglar
- H - Delar av fåglars kroppar
- I - Amfibier och reptiler
- K - Fiskar och delar av fiskar
- L - Ryggradslösa djur och andra djur
- M - Träd och andra växter
- N - Himlen, jorden och vatten
- O - Byggnader och delar av byggnader
- P - Fartyg och delar av fartyg
- Q - Möbler
- R - Tempel
- S - Kronor
- T - Krig, jakt och slakteri
- U - Jordbruk och hantverk
- V - Rep, fiber, korgar mm.
- W - Stenkärl och keramik
- X - Bröd och kakor
- Y - Brev, spel och musik
- Z - Geometriska former
- AA - Oklassificerade hieroglyfer

## Exempel
| A1 | A1 - Sittande man
| G43 | G43 - vaktel-kyckling
| M17 | M17 - Blommande vassblad